# Aristolochia longgangensis
Aristolochia longgangensis C.F.Liang – gatunek rośliny z rodziny kokornakowatych (Aristolochiaceae Juss.). Występuje naturalnie w Wietnamie oraz południowych Chinach (w regionie autonomicznym Kuangsi).

## Morfologia
PokrójBylina pnąca i płożąca o nagich pędach.
LiścieMają owalnie sercowaty lub sercowaty kształt. Mają 8–13 cm długości oraz 9–12 cm szerokości. Nasada liścia ma sercowaty kształt. Z krótko spiczastym wierzchołkiem. Są owłosione od spodu. Ogonek liściowy jest nagi i ma długość 2–8 cm.
KwiatyZygomorficzne. Zebrane są po 2–6 w gronach. Mają brązowo-purpurową barwę. Dorastają do 10 mm długości i 2 mm średnicy. Mają kształt wyprostowanej tubki. Wewnątrz są lekko owłosione. Łagiewka jest kulista u podstawy. Podsadki mają owalny lub sercowaty kształt.
OwoceTorebki o eliptycznym kształcie. Mają 3–6,5 cm długości i 2,5–4 cm szerokości. Pękają przy wierzchołku.

## Biologia i ekologia
Rośnie w zaroślach na skalistym podłożu. Występuje na terenach nizinnych. Kwitnie od lutego do kwietnia, natomiast owoce pojawiają się we wrześniu.